# Etisalat
Emirates Telecommunications Corporation, também conhecida como Etisalat (em árabe: مؤسسة الإمارات للاتصالات‎, Mu'asissat al-'Imārāt lil-'Ittiṣālāt, literalmente ,"Instituto Emirates de Comunicação"), é uma multinacional dos Emirados Árabes Unidos provedora de serviços de telecomunicações, operando atualmente em 16 países da África, Ásia e Oriente Médio. Em 2014, a Etisalat foi a 14ª maior operadora de telefonia móvel do mundo, com uma base total de mais de 167 milhões de clientes. Foi considerada a empresa mais poderosa dos Emirados Árabes Unidos pela Forbes Oriente Médio em 2012.

## Presença Internacional
A Etisalat está presente em aproximadamente 16 países na África, Ásia e Oriente Médio e sua sede se encontra em Abu Dhabi, com três escritórios regionais em Abu Dhabi, Dubai e Sharjah. O escritório de Sharjah é responsável pelas operações de telefonia dos emirados de Ajman, Umm al Qaywayn, Al Fujayrah dos Emirados Árabes e nos outros países cada escritório fica localizado regionalmente.

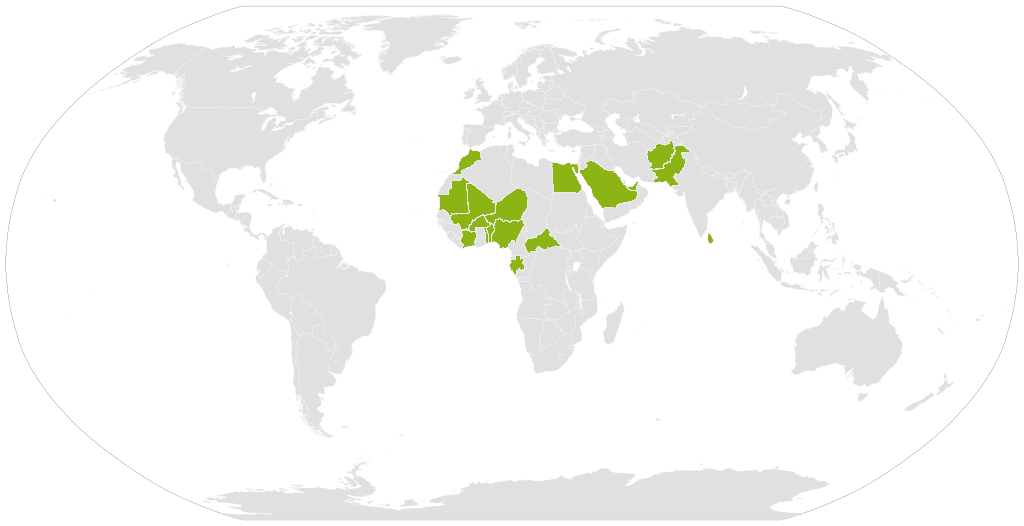
Presença Global da Etisalat

| País                      | Operadora            | Website           |
| ------------------------- | -------------------- | ----------------- |
| Emirados Árabes Unidos    | Etisalat             | www.etisalat.ae   |
| Arábia Saudita            | Mobily               | www.mobily.com.sa |
| Sri Lanka                 | Etisalat Sri Lanka   | www.etisalat.lk   |
| Marrocos                  | Maroc Telecom        | www.iam.ma        |
| Paquistão                 | Ptcl                 | www.ptcl.com.pk   |
| Egito                     | Etisalat Misr        | www.etisalat.eg   |
| Afeganistão               | Etisalat Afghanistan | www.etisalat.af   |
| Mauritânia                | Mauritel             | www.mauritel.mr   |
| Mali                      | Sotelma              | www.malitel.ml    |
| Costa do Marfim           | Moov                 | www.moov.com      |
| República Centro-Africana | Moov                 | www.moov-rca.com  |
| Gabão                     | Moov                 | www.moov.ga       |
| Togo                      | Moov                 | www.moov.tg       |
| Benim                     | Moov                 | www.moov.bj       |
| Niger                     | Moov                 | www.moov.ne       |
| Burkina Faso              | ONATEL               | www.onatel.bf     |

## E-Junior
E-Junior é um 2000 árabe East Middle Árabes o Carcias com JeemTV kids por (7-18) 

### Programa
Clifford the Big Red Dog (2019) (30 de Septembro de 2020-presente)

#### Featuro Programa
Hero Elementary  Marzo de 2021
Elinor Wonder Why  Junho de 6 de 2021
Donkey Hodie Inverno 2021

## Ligações Externas
- «Site oficial da empresa» (em inglês)